# Rafael Baledón
Rafael Baledón (25 novembre 1919, Campeche, État de Campeche, Mexique - 6 mai 1994, Mexico, District fédéral, Mexique) est un acteur, scénariste et réalisateur mexicain.

## Biographie
Baledón commence sa carrière cinématographique à la fin des années 1930 comme acteur. Parallèlement, il travaille au théâtre et pour la télévision avant de se lancer au début des années 1950 dans l'écriture de scénarios, la production et la réalisation.
En 1989, il a reçu le prix Justo Sierra Méndez qui l'honore pour l'ensemble de sa carrière.
Après avoir abandonné le cinéma, il travaillera de 1989 jusqu'à sa mort sur un feuilleton (telenovela) à succès, écrit par Carlos Enrique Taboada : La teleraña.

## Filmographie partielle

### Acteur

#### Cinéma
- 1938 : L'Aigle et le soleil Águila o sol d'Arcady Boytler
- 1942 : Le Comte de Monte-Cristo (El conde de Montecristo) de Roberto Gavaldón et Chano Urueta : Maximiliano Morrel
- 1946 : Le Sexe fort de Emilio Gómez Muriel : Adan Preciado
- 1949 : Zorina de Juan José Ortega : lieutenant Javier Escandón
- 1960 : El renegado blanco de Fernando Méndez : José
- 1971 : Ya somos hombres de Fernando Méndez : père de Luis
- 1973 : El juez de la soga d'Alberto Mariscal : Charlie Lang

#### Télévision
- 1980 : Soledad : Don Félix (3 épisodes)
- 1980 : Ambición : Horacio (19 épisodes)
- 1982 : Gabriel y Gabriela : Raúl (3 épisodes)
- 1982 : Bianca Vidal : Don Raúl (204 épisodes)
- 1994 : Prisionera de amor : Braulio Monasterios (86 épisodes)

### Réalisateur

#### Cinéma
- 1953 : Mi adorada Clementina (es)
- 1953 : L'Île des femmes (en) (La isla de mujeres)
- 1953 : Amor de locura (es)
- 1953 : Ah ! cette gitane ! (es) (Gitana tenías que ser)
- 1954 : El hombre inquieto (es)
- 1955 : Camino de Guanajuato
- 1956 : El rey de México
- 1956 : Besos prohibidos
- 1956 : La sombra vengadora
- 1956 : La sombra vengadora vs. la mano negra
- 1956 : Una piedra en el zapato
- 1957 : El secreto de Pancho Villa
- 1957 : Le Monstre du marécage (El pantano de las ánimas)
- 1957 : El tesoro de Pancho Villa
- 1957 : La Flèche empoisonnée (La flecha envenenada)
- 1957 : Morir de pie
- 1957 : Nunca me hagan eso
- 1957 : Los salvajes (it)
- 1957 : El Zorro escarlata en la venganza del ahorcado
- 1958 : La Revanche du mustang (El potro salvaje)
- 1958 : Guitarras de medianoche
- 1958 : Los tres vivales
- 1958 : Bajo el cielo de México
- 1958 : El Jinete solitario
- 1958 : El Jinete solitario en el valle de los buitres
- 1958 : El Zorro escarlata en la venganza del ahorcado
- 1959 : Los santos reyes
- 1959 : El cariñoso (pt)
- 1959 : Las coronelas
- 1959 : L'Homme et le Monstre (El hombre y el monstruo)
- 1959 : Dos corazones y un cielo (es)
- 1959 : Vivir del cuento (es)
- 1959 : Milagros de San Martín de Porres
- 1959 : El Zorro escarlata en diligencia fantasma
- 1960 : Dos gallos en palenque
- 1960 : Zorro dans la vallée des fantômes (El jinete solitario en el valle de los desaparecidos)
- 1960 : La cigüeña dijo sí
- 1960 : Puños de Roca
- 1960 : Orlak, el infierno de Frankenstein (es)
- 1961 : Tirando a matar
- 1961 : Cuando regrese mamá
- 1961 : El pandillero
- 1961 : Que me maten en tus brazos
- 1961 : Los inocentes
- 1962 : Son fidèle compagnon (El caballo blanco)
- 1962 : El malvado Carabel
- 1962 : Ruletero a toda marcha (en)
- 1963 : Les Larmes de la malédiction (La maldición de la Llorona)
- 1963 : A bullet for Billy the Kid
- 1964 : Vivir de sueños
- 1964 : La sonrisa de los pobres
- 1964 : La sombra de los hijos
- 1964 : Museo del horror (es)
- 1964 : Mi alma por un amor
- 1964 : 'Campeón del barrio' (Su última canción)
- 1964 : El bracero del año
- 1964 : Los hermanos Muerte
- 1965 : Un hombre en la trampa
- 1965 : El amor no es pecado (El cielo de los pobres)
- 1965 : Diablos en el cielo
- 1965 : El pecador
- 1965 : La loba
- 1965 : Los fantasmas burlones
- 1965 : El tigre de Guanajuato: Leyenda de venganza, El pecador, La loba
- 1965 : Un callejón sin salida
- 1966 : El tragabalas
- 1966 : ¿Qué haremos con papá? (es)
- 1966 : Esta noche no
- 1966 : El indomable
- 1968 : El reportero
- 1969 : Con licencia para matar
- 1969 : Muñecas peligrosas
- 1969 : El aviso inoportuno (es)
- 1969 : Cazadores de espías (es)
- 1969 : Los siete proscritos
- 1969 : La muñeca perversa
- 1970 : El cuerpazo del delito (es)
- 1970 : La hermanita dinamita
- 1970 : ¡Ahí, madre! (es)
- 1972 : La pequeña señora de Perez
- 1972 : Los hijos de Satanás
- 1972 : Hijazo de mi vidaza
- 1973 : El premio Nobel del amor
- 1975 : Yo amo, tu amas, nosotros...
- 1975 : Aventuras de un caballo blanco y un niño
- 1976 : Tiempo y destiempo
- 1976 : Renuncia por motivos de salud
- 1976 : El hombre del puente
- 1980 : Chicoasén
- 1985 : Naná (es)
- 1985 : De todas... todas!
- 1986 : El mas valiente del mundo
- 1987 : Las traigo... ¡muertas!
- 1988 : Reto a la vida

#### Télévision
- 1966 : Gutierritos (3 épisodes)
- 1979 : La llama de tu amor (3 épisodes)
- 1990 : La telaraña (3 épisodes)

### Scénariste
- 1953 : Había una vez un marido de Fernando Méndez
- 1956 : Una piedra en el zapato
- 1958 : El Jinete solitario
- 1958 : El Jinete solitario en el valle de los buitres
- 1960 : Zorro dans la vallée des fantômes (El jinete solitario en el valle de los desaparecidos)
- 1963 : Les larmes de la sorcière (La maldición de la Llorona)
- 1982 : Una sota y un caballo: Rancho Avándaro